# Вілібальд Бессер

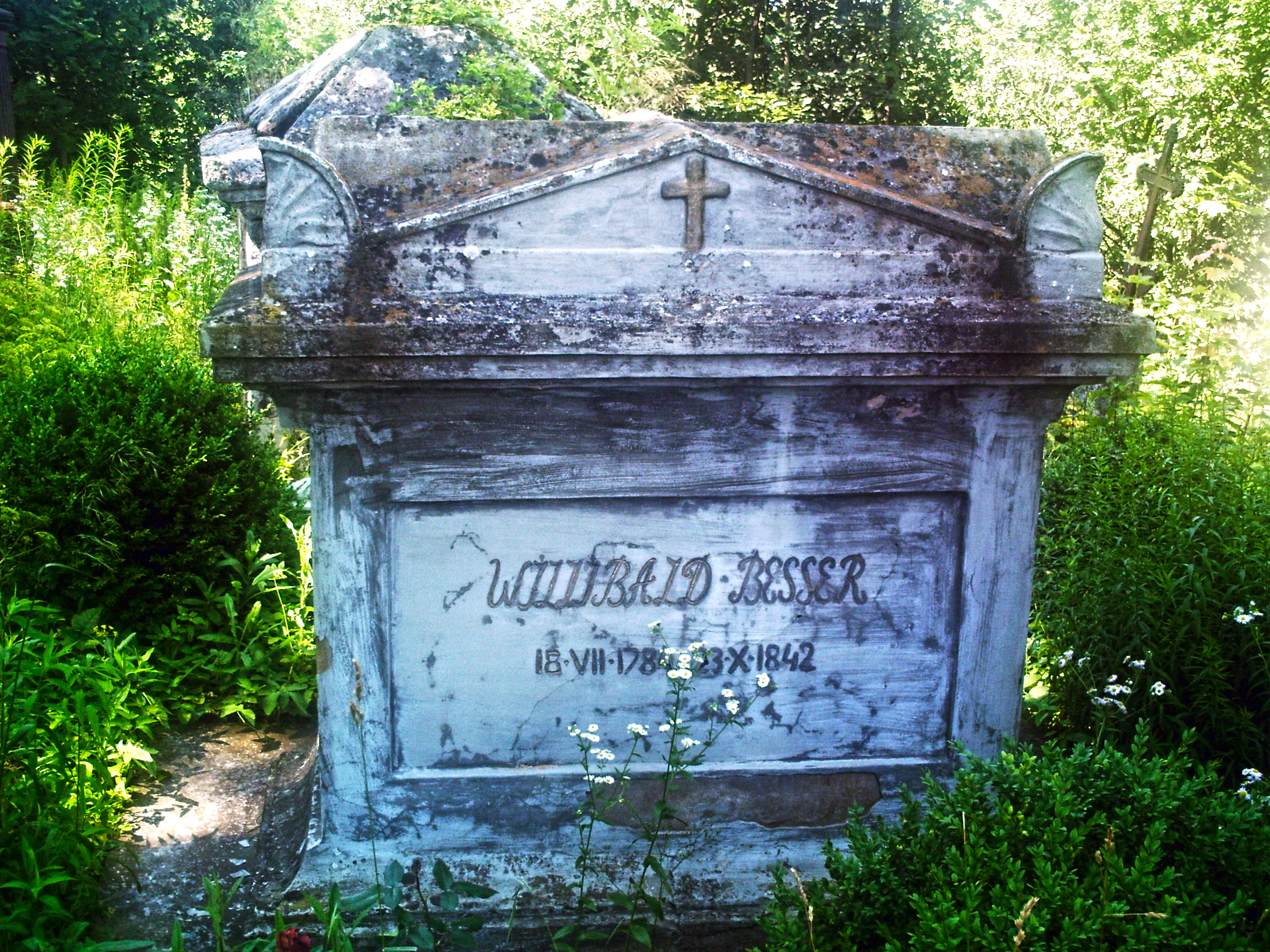
Пам'ятник на могилі Вілібальда Бессера, Крем'янець

Пам'ятник Віллібальду Бессеру у Кременці

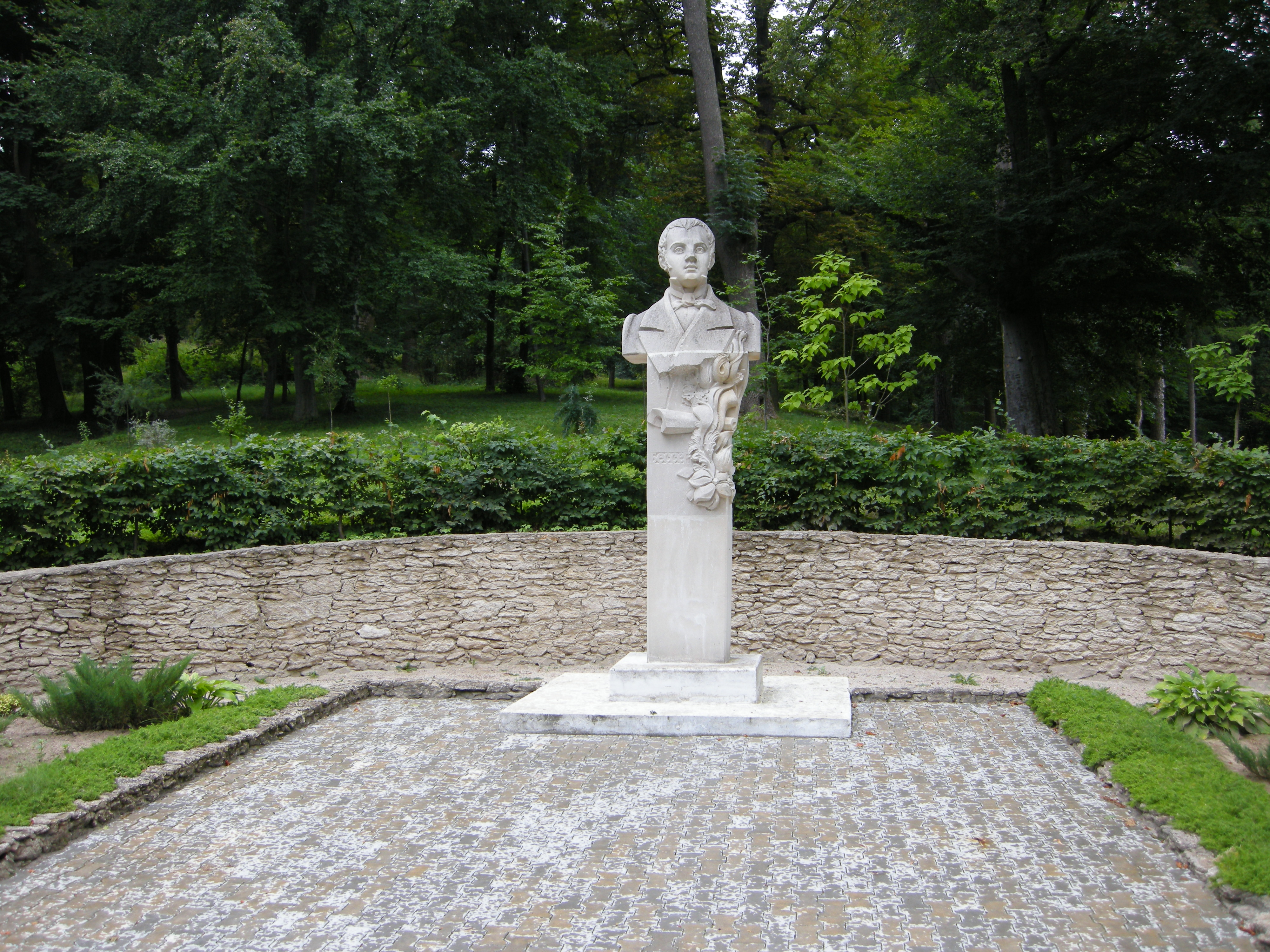
Пам'ятник Віллібальду Бессеру в Кременецькому ботанічному саду

Вілібальд Свіберт Йозеф Готліб (Вілібальд Готлібович) фон Бе́ссер (нім. Wilibald Swibert Joseph Gottlieb von Besser; 7 / 8 / 18 липня) 1784, м. Інсбрук — 11 жовтня (23 жовтня) 1842, Кременець) — ботанік, ентомолог і природодослідник Волині, Поділля, України. Доктор медицини.

## Біографічні дані
За походженням австрієць (або німець), син Самуеля Ґоттліба фон Бессера та його дружини Марії Йозефи фон Ланзенгофер. Почав навчання в Інсбруку. Рано зостався сиротою, з 1797 року виховувався у родича матері — професора ботаніки, хімії Львівського університету С. Б. Шіверека. Закінчив у Львові гімназію та університет. У 1805 році разом з родичем переїхав до Кракова, де закінчив університет. 31 грудня 1807 року став доктором медицини. З 1808 року асистент клініки у Кракові.
Разом з наступником Шіверека професором Шультесом здійснив кілька наукових мандрівок околицями Кракова, Карпатами (Криниця, Сондеччина, Баб'я Гора). У 1809 році запрошений Чацьким Тадеушем працювати вчителем зоології, ботаніки, директором ботанічного саду при Вищій Волинській гімназії (з 1818 року — Крем'янецького ліцею) у Крем'янці. На цих посадах працював до 1831 року. У Крем'янці також працював лікарем. У 1821 році підтвердив ступінь доктора медицини у Віленському університеті. Під час проживання в Крем'янці зробив кілька наукових мандрівок Волинню, Поділлям, Україною, добрався до Одеси, вивчав Медобори, перебував у Заліщиках та околицях Кам'янця-Подільського; під час подорожей його часто супроводжував його учень Антоні Анджейовський. Підтримував зв'язки з найвідомішими європейськими флористами, від них отримував багаті матеріали. Після закриття ліцею залишався в місті, де керував ботсадом.
1834—1838 — ординарний професор ботаніки Київського університету (викладав латиною, не знав російської).
У 1841 році повернувся до Крем'янця. Був похований на василіянському кладовищі міста.

## Наукова праця
Був першим дослідником (на початку 19 століття) флори Поділля (зокрема, Товтр та Придністров'я).

Основні праці присвячено питанням систематики рослин та флористики. Найбільш відомі:
- (лат. «Primitiae Florae Haliciae Austriacae utriusque» «Вступ до флори Австрійської Галичини»)  [Архівовано 1 лютого 2014 у Wayback Machine.] (1809) — двотомна праця про флору Галичини; список, опис 1215 видів рослин, головно насіннєвих, у тому числі 24 нових[3]
- «Enumeratio plantarum hucusque in Volhynia, Podolia, Gub. Kiioviensi…» (1822) — праця про флору значної частини Правобережної України
- «Apercu de la geographie botanique de Volhynie et de Podolie» [Архівовано 17 травня 2015 у Wayback Machine.] (1823).
- пол. «Rzut oka na geografję fizyczną Wołynia i Podola» (Вільнюс, 1827); в ній викладено опис флори Волині, Поділля, подано різницю між ними.

## Гербарій
Бессер зібрав великий гербарій, який зберігається у Національному Гербарію України.

## Нові види
Він описав близько 100 нових видів рослин, деякі з них:
- Aconitum lycoctonum L. subsp. lasiostomum (Rchb. ex Besser) K.Warncke — Аконіт Бессера
- Allium volhynicum Besser
- Carlina onopordifolia Bess. ex Szafer et al. — Відкасник татарниколистий
- Euphorbia volhynica Besser — Молочай волинський
- Pedicularis exaltata Bess. — Шолудивник високий
- Роа versicolor Besser — Тонконіг різнобарвний
- Salvia cremenecensis Besser — Шавлія кременецька
- Senecio besserianus Minder. — Жовтозілля Бессера
- Schivereckia podolica (Bess.) Andrz. — Шиверекія подільська
- Scutellaria verna Bess. — Шоломниця весняна